# Gogolewo (gromada)
Gogolewo – dawna gromada, czyli najmniejsza jednostka podziału terytorialnego Polskiej Rzeczypospolitej Ludowej w latach 1954–1972.
Gromady, z gromadzkimi radami narodowymi (GRN) jako organami władzy najniższego stopnia na wsi, funkcjonowały od reformy reorganizującej administrację wiejską przeprowadzonej jesienią 1954 do momentu ich zniesienia z dniem 1 stycznia 1973, tym samym wypierając organizację gminną w latach 1954–1972.
Gromadę Gogolewo z siedzibą GRN w Gogolewie utworzono – jako jedną z 8759 gromad na obszarze Polski – w powiecie stargardzkim w woj. szczecińskim na mocy uchwały nr V/50/54 WRN w Szczecinie z dnia 5 października 1954. W skład jednostki weszły obszary dotychczasowych gromad Czarnkowo i Dalewo ze zniesionej gminy Marianowo, obszar dotychczasowej gromady Gogolewo ze zniesionej gminy Pęzino oraz obszar dotychczasowej gromady Kiczarowo ze zniesionej gminy Dąbrowa w tymże powiecie. Dla gromady ustalono 10 członków gromadzkiej rady narodowej.
1 stycznia 1962 gromadę zniesiono, a jej obszar włączono do gromad Dzwonowo (miejscowości Gogolewo, Dalewo i Kalice), Marianowo (miejscowość Czarnkowo) i nowo utworzonej Stargard Szczeciński (miejscowość Kiczarowo) w tymże powiecie.